# 皇甫仁
皇甫 仁（ファンボ・イン、1387年 - 1453年）は、李氏朝鮮の文臣。字は四兼、春卿。号は芝峯。本貫は永川皇甫氏。

## 人物
科挙に及第後は、世宗に重用され、文宗が摂政として政務を代理すると、皇甫仁は右議政、左議政として国王を支えた。文宗が即位すると領議政に上り、明に派遣されて景泰帝の承認を得た。のちに文宗の遺命により金宗瑞らとともに端宗の輔弼を任された。しかし1453年には、王族の実力者首陽大君李瑈（のちの世祖）によって粛清された（癸酉靖難）。